# Шипунов, Тимофей Артёмович
Тимофе́й Артёмович Шипуно́в (род. 20 июля 2003, Краснодар) — российский футболист, полузащитник клуба «Шинник».

## Клубная карьера
В системе футбольного клуба «Сочи» Тимофей Шипунов был с 2020 года. В сезоне 2020/2021 провел 10 матчей в молодежном первенстве, а после зимнего перерыва играл в УОР № 5 Егорьевск.

### «Тверь»
Летом 2021 года Шипунов перешёл в «Тверь». 18 июля 2021 года в матче ФНЛ-2 против клуба «Красава» (3:1) он дебютировал за новый клуб, выйдя на замену на второй тайм. 7 августа в матче ФНЛ-2 против «Ленинградца» (3:0) Шипунов забил дебютный гол «Тверь». 18 сентября в матче ФНЛ-2 против московского «Кайрата» (0:6) Тимофей Шипунов оформил первый дубль в карьере.

### «Сочи»
Летом 2022 года вместе с тренером Вадимом Гараниным и рядом игроков вернулся в «Сочи». 26 августа 2022 года в матче чемпионата России против «Химок» (4:1) он дебютировал за «Сочи», выйдя на замену на 80-й минуте. 28 сентября 2022 года в матче группового этапа Кубка России против ЦСКА (2:1) россиянин отметился первым результативным действием за «Сочи», отдав голевую передачу на Владислава Сарвели. 1 октября 2022 года в матче чемпионата России против «Оренбурга» (4:1) Шипунов забил дебютный гол за «Сочи».

#### Аренда в «СКА-Хабаровск»
31 августа 2023 года на правах арендного соглашения Тимофей Шипунов перешёл в «СКА-Хабаровск» до конца сезона 2023/24. 3 сентября 2023 года в матче Первой лиги против махачкалинского «Динамо» (0:2) он дебютировал за хабаровский клуб, выйдя на замену на 68-й минуте. 28 октября 2023 года в матче Первой лиги против «Ленинградца» (2:1) Шипунов забил дебютный гол за «СКА-Хабаровск» и победный мяч в игре. В июне по завершении аренды россиянин покинул «СКА-Хабаровск».

#### Аренда в «Енисей»
16 июня 2024 года Шипунов на правах аренды перешёл в красноярский «Енисей». 14 июля 2024 года в матче Первой лиги против КАМАЗа (2:1) он дебютировал за новую команду, выйдя в стартовом составе. 5 августа 2024 года в матче Первой лиги против тульского «Арсенала» (2:1) Шипунов забил дебютный гол за «Енисей». 13 января 2025 года полузащитник покинул красноярский клуб и вернулся в расположение «Сочи».

### «Шинник»
18 января 2025 года Тимофей Шипунов перешёл в ярославский «Шинник», подписав контракт на полтора года. 2 марта 2025 года в матче Первой лиги против «Балтики» (0:0) он дебютировал за новый клуб, выйдя в стартовом составе. 20 апреля в матче Первой лиги против тульского «Арсенала» (2:1) россиянин отметился двумя голевыми передачами.

## Клубная статистика
| Выступление      | Выступление      | Выступление      | Чемпионат | Чемпионат | Кубки | Кубки | Итого | Итого |
| Клуб             | Лига             | Сезон            | Игры      | Голы      | Игры  | Голы  | Игры  | Голы  |
| ---------------- | ---------------- | ---------------- | --------- | --------- | ----- | ----- | ----- | ----- |
| Тверь            | ФНЛ-2            | 2021/22          | 21        | 4         | 1     | 0     | 22    | 4     |
| Тверь            | Итого            | Итого            | 21        | 4         | 1     | 0     | 22    | 4     |
| Сочи             | Премьер-лига     | 2022/23          | 15        | 2         | 5     | 0     | 20    | 2     |
| Сочи             | Премьер-лига     | 2023/24          | 2         | 0         | 2     | 0     | 4     | 0     |
| Сочи             | Итого            | Итого            | 17        | 2         | 7     | 0     | 24    | 2     |
| → СКА-Хабаровск  | Первая лига      | 2023/24          | 10        | 1         | 3     | 0     | 13    | 1     |
| → СКА-Хабаровск  | Итого            | Итого            | 10        | 1         | 3     | 0     | 13    | 1     |
| → Енисей         | Первая лига      | 2024/25          | 17        | 1         | 0     | 0     | 17    | 1     |
| → Енисей         | Итого            | Итого            | 17        | 1         | 0     | 0     | 17    | 1     |
| Шинник           | Первая лига      | 2024/25          | 4         | 0         | —     | —     | 4     | 0     |
| Шинник           | Итого            | Итого            | 4         | 0         | 0     | 0     | 4     | 0     |
| Всего за карьеру | Всего за карьеру | Всего за карьеру | 69        | 8         | 11    | 0     | 80    | 8     |